# Simaninggir (Padang Bolak)
Simaninggir is een bestuurslaag in het regentschap Padang Lawas Utara van de provincie Noord-Sumatra, Indonesië. Simaninggir telt 216 inwoners (volkstelling 2010).